# Saint-Gratien, Somme
Saint- Gratien là một xã ở tỉnh Somme, vùng Hauts-de-France, Pháp.

## Địa lý
Thị trấn này có cự ly khoảng 6 dặm Anh về phía đông bắc của Amiens, trên đường D30 và đường D919.

## Dân số
| 1962                                                                             | 1968 | 1975 | 1982 | 1990 | 1999 |
| -------------------------------------------------------------------------------- | ---- | ---- | ---- | ---- | ---- |
| 220                                                                              | 225  | 240  | 337  | 362  | 371  |
| Census count starting from 1962 Source=INSEE: Population without double counting |      |      |      |      |      |